# Lee Hup Wei
Lee Hup Wei (* 5. Mai 1987 in Kajang) ist ein malaysischer Leichtathlet, der sich auf den Hochsprung spezialisiert hat.

## Sportliche Laufbahn
Erste internationale Erfahrungen sammelte Lee Hup Wei bei den Asienmeisterschaften 2005 in Incheon, bei denen er mit 2,10 m den achten Platz belegte. Anschließend belegte er bei den Südostasienspielen in Manila mit 2,11 m Platz fünf. 2006 belegte er bei den Juniorenasienmeisterschaften in Macau Platz fünf und schied bei den Juniorenweltmeisterschaften in Peking mit 2,10 m in der Qualifikation aus. Daraufhin erfolgte die Teilnahme an den Asienspielen in Doha, bei denen er mit 2,15 m den fünften Platz erreichte. 2007 gewann er bei den Asienmeisterschaften in Amman mit neuem Landesrekord von 2,24 m die Goldmedaille. Anschließend siegte er auch bei den Südostasienspielen in Nakhon Ratchasima mit 2,19 m. 2008 qualifizierte er sich erstmals für die Olympischen Spiele in Peking und schied dort mit 2,20 m in der Qualifikation aus. 
Bei den Asienmeisterschaften 2009 in Guangzhou belegte er mit 2,15 m Rang fünf und siegte erneut bei den Südostasienspielen in Vientiane. 2010 nahm er zum ersten Mal an den Hallenasienmeisterschaften in Teheran teil und belegte dort mit 2,05 m Rang 13. Es folgte die Teilnahme an den Commonwealth Games in Neu-Delhi, bei denen er mit 2,23 m Platz fünf erreichte. Anfang November belegte er bei den Asienspielen in Guangzhou mit 2,15 m Rang neun. 2011 siegte er bei den Südostasienspielen in Palembang erneut mit 2,15 m. 2012 qualifizierte sich Lee erneut für die Olympischen Spiele in London, scheiterte aber auch diesmal mit 2,16 m in der Qualifikation. 
Bei den Asienmeisterschaften 2013 in Pune reichten 2,10 m zu Rang 13, den er auch bei den Asienmeisterschaften 2015 in Wuhan mit 2,05 m belegte. 2017 sprang er bei den Asienmeisterschaften in Bhubaneswar mit 2,20 m auf Platz sechs und gewann bei den Südostasienspielen in Kuala Lumpur mit 2,24 m die Silbermedaille hinter seinem Landsmann Nauraj Singh Randhawa. 2018 nahm er erneut an den Commonwealth Games im australischen Gold Coast teil und belegte dort mit 2,21 m den achten Platz. Im August erreichte er bei den Asienspielen in Jakarta mit 2,20 m Rang zehn. Im Jahr darauf erreichte er bei den Asienmeisterschaften in Doha mit 2,26 m Rang vier. Er qualifizierte sich auch für die Weltmeisterschaften ebendort im Oktober, bei denen er mit 2,27 m im Finale den achten Platz belegte. Anfang Dezember siegte er bei den Südostasienspielen in Capas, bei denen er 2,21, m übersprang. 2021 siegte er mit 2,10 m beim Qosanov Memorial in Almaty und nahm daraufhin an den Olympischen Spielen in Tokio teil, brachte dort aber in der Qualifikation keinen gültigen Versuch zustande.
2005 wurde Lee malaysischer Meister im Hochsprung.

## Persönliche Bestleistungen
- Hochsprung (Freiluft): 2,29 m, 1. Oktober 2019 in Doha
  - Hochsprung (Halle): 2,15 m, 24. Januar 2015 in Ostrava